# Hindenburg Research

Logo

Hindenburg Research war ein US-amerikanisches Investment-Research-Unternehmen mit Sitz in New York City. Es wurde 2017 von Nathan Anderson gegründet. Der Schwerpunkt des Unternehmens sind aktivistische Leerverkäufe und die Erstellung öffentlicher Berichte, in denen Hindenburg Unternehmen Betrug und weitere kriminelle Praktiken vorwirft. Das Unternehmen wurde nach der Hindenburg-Katastrophe 1937 benannt, in Anspielung auf eine von Menschen verursachte, vermeidbare Katastrophe. Die Berichte sind in der Regel das Ergebnis monatelanger Recherchen, bei denen Hindenburg sowohl öffentliche Informationen als auch firmeninterne Dokumente auswertet und mit Mitarbeitern des Unternehmens spricht. In der Vergangenheit wurden die Berichte genutzt, um Short-Positionen auf Unternehmen einzugehen. Dies bedeutet, dass Hindenburg Gewinne erzielt, wenn die Aktienkurse der Unternehmen, über die der Bericht verfasst wurde, fallen.

## Aktivitäten
Im September 2020 veröffentlichte Hindenburg Research einen Bericht über die Nikola Corporation, in dem sowohl dem Unternehmen, als auch seinem Gründer Trevor Milton betrügerische Aktivitäten vorgeworfen wurden. Am Tag nach der Veröffentlichung des Berichts sank der Börsenwert der Nikola Corporation bis zu 27 %. Die US-Börsenaufsichtsbehörde SEC leitete zudem eine Untersuchung ein. Im Dezember 2021 einigte sich das Unternehmen in einem Vergleich mit der SEC auf Strafzahlungen von insgesamt 125 Mio. US-Dollar.
Im Februar 2021 veröffentlichte Hindenburg einen Bericht über das Unternehmen Clover Health. Darin wird behauptet, das Unternehmen habe es versäumt, die Anleger darüber zu informieren, dass das Justizministerium der Vereinigten Staaten gegen Clover Health ermittle. Zudem wird behauptet, dass Chamath Palihapitiya seine Sorgfaltspflicht vernachlässigt hätte und Anleger in die Irre geführt habe, als er das Unternehmen über eine Special Purpose Acquisition Company an die Börse brachte. Hindenburg teilte mit, dass es weder Short- noch Long-Positionen an Clover Health halte. Clover Health wies die Anschuldigungen aus dem Bericht zurück.
Im Oktober desselben Jahres setzte Hindenburg eine Belohnung in Höhe von 1 Million US-Dollar für Informationen bezüglich der Legitimität der Dollar-Reserven des an den US-Dollar gekoppelten, blockchainbasierten Stablecoins Tether sowie für Kenntnisse über Einlagen von Tether aus. Tether ist eine unregulierte Kryptowährung mit Token. Hindenburg äußerte zudem zu diesem Zeitpunkt keine Position in einer Kryptowährung zu besitzen.
Im Mai 2022 ging Hindenburg eine Short-Position in Twitter, Inc. ein, nachdem dessen Übernahme durch Elon Musk angekündigt worden war. Nachdem Musk versucht hatte, die Übernahme platzen zu lassen, ging Hindenburg eine Long-Position in Twitter ein und wettete gegen Musk auf den Abschluss der Übernahme und steigende Aktienkurse. Am 28. Oktober 2022 bestätigte Twitter die Übernahme und zog das Unternehmen von der Börse zurück.
Im Januar 2023 veröffentlichte Hindenburg, dass es eine Short-Position an der indischen Adani Group halte. Darüber hinaus veröffentlichte Hindenburg Bedenken hinsichtlich der Verschuldung und Rechnungslegung der Adani Group. In einem Bericht behauptete Hindenburg, der indische Mischkonzern habe über Jahrzehnte hinweg Aktienmanipulation und Bilanzfälschung betrieben. Nach der Veröffentlichung verlor Gautam Adani einen zweistelligen Milliardenbetrag, da viele seiner börsennotierten Unternehmen im Wert fielen. Die Holdinggesellschaft verlor innerhalb weniger Tage mehr als 16 Prozent ihres Unternehmenswerts.
Hindenburg veröffentlichte weitere Berichte über US-amerikanische Unternehmen, wie den Elektro-Automobilhersteller Lordstown Motors, den Sportwetten- und Fantasy-Sport-Anbieter DraftKings, das Geothermie-Unternehmen Ormat Technologies und Icahn Enterprises, einer Holdinggesellschaft von Carl Icahn.
Am 15. Januar 2025 gab Nate Anderson die Auflösung von Hindenburg Research bekannt.